# 헨리 L. 휫필드
헨리 L. 휫필드(Henry L. Whitfield, 1868년 6월 20일 ~ 1927년 3월 18일)는 미국의 정치인으로 1924년부터 1927년 자신의 사망까지 제41대 미시시피주지사를 지냈다.

## 생애
미시시피주 랭킨군에서 태어난 휫필드는 16세의 나이에 자신의 교사 경력을 시작하였다. 휫필드는 1895년 미시시피 칼리지로에서 교사 학위를 받았다. 1898년 주지사 앤섬 J. 맥로린은 휫필드를 주의 교육감으로 임명하였다. 그는 1898년과 1903년에 교육감으로 재임명되었다. 1907년에는 미시시피 여자대학교의 총장으로 임명되었다. 휫필드의 지도력 하에 대학은 큰 성장을 이룰 수 있었다.
1923년에는 시어도어 G. 빌보를 가까스로 이기며 미시시피주지사로 선출되었다. 해당 선거는 여성들의 참정권이 보장된 첫 주지사 선거이기도 하였다.
주지사로서 휫필드는 정신 보건 관리 시스템과 공립 학교 개선과 같은 다양한 진보적 프로그램들을 추진하였다.
1926년 병이 든 휫필드는 치료를 위하여 테네시주 멤피스로 갔다가 잭슨으로 돌아왔다. 업무는 볼 수 있었으나 그의 상태는 계속해서 악화되었고 결국 주지사 관저에서 사망하였다. 그는 콜럼버스에 있는 프렌드십 묘지에 안장되었다.